# Dunckerocampus dactyliophorus

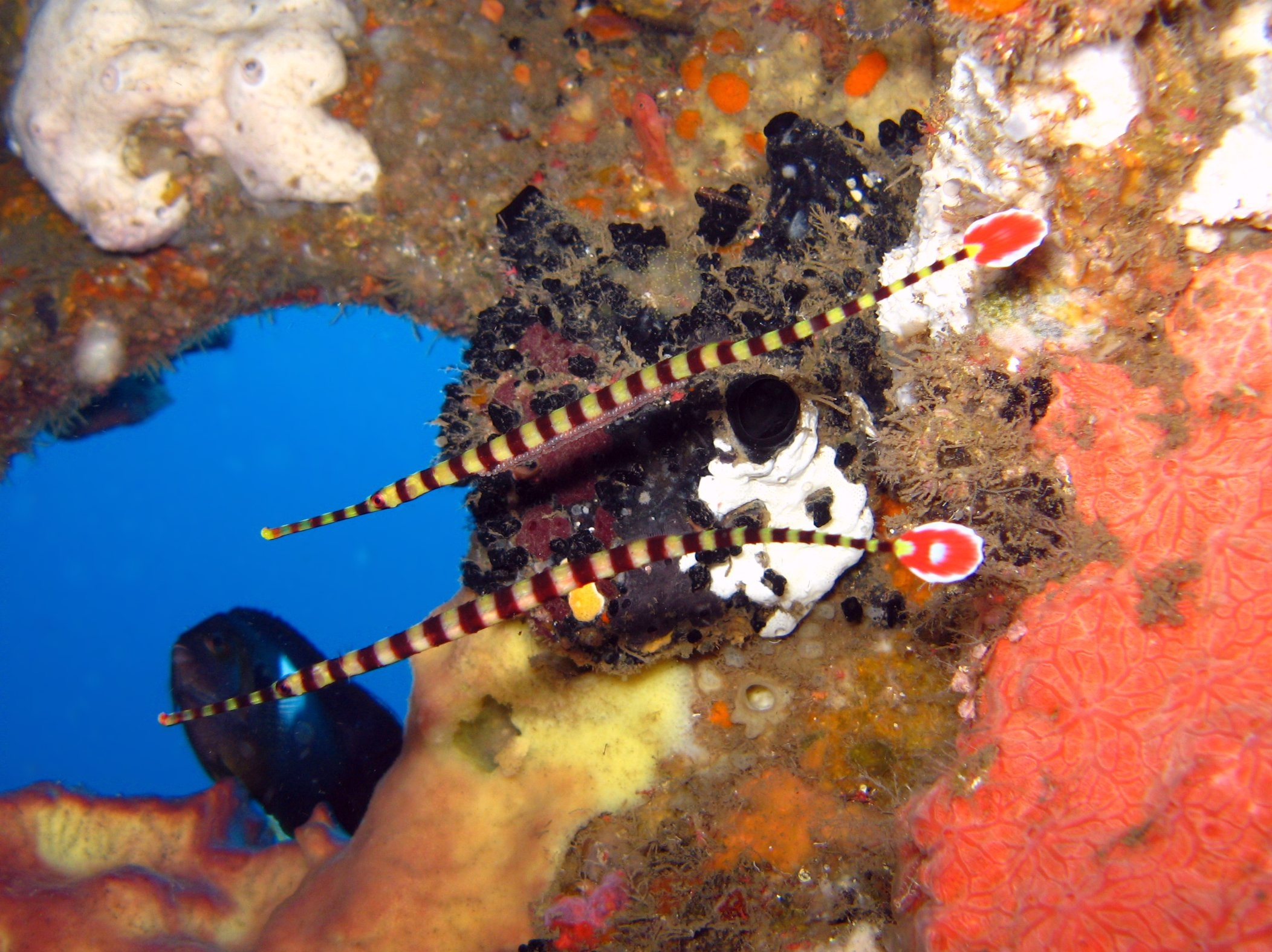
Pareja de D. dactyliophorus. El macho, encima, lleva los huevos bajo el abdomen. Indonesia, 2007.

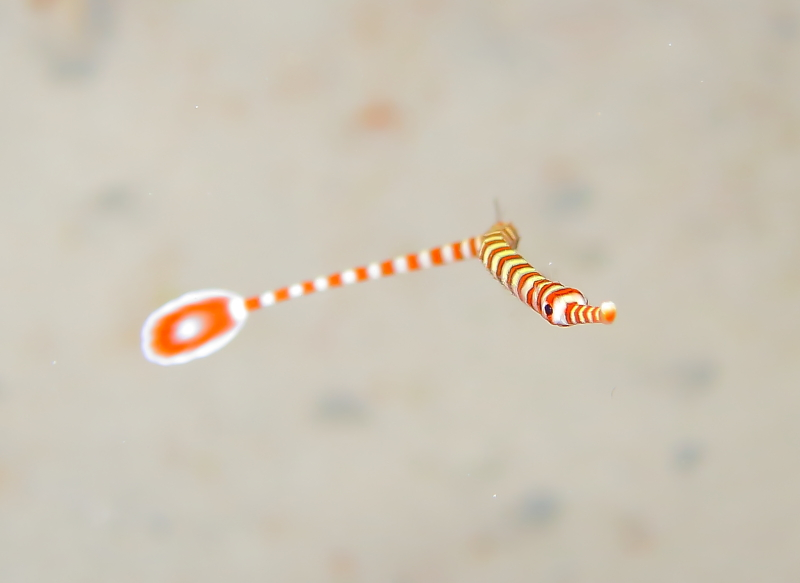
Dunckerocampus dactyliophorus en Layang-Layang, Malasia

Dunckerocampus dactyliophorus es una especie de pez de la familia Syngnathidae, en el orden de los Syngnathiformes.
Comúnmente se denomina pez pipa anillado o bandeado. Es la especie de pez pipa más comercializada en el mercado de acuariofilia.

## Morfología
Tienen la boca en forma de tubo, ensanchando algo la cabeza y el cuerpo, que conforman una horizontal, rematada por una distintiva aleta caudal, más grande y ovalada, de color blanco, con un anillo rojo en el centro. El cuerpo es color blanco a crema, con rayas verticales de igual ancho e igualmente espaciadas, de color marrón oscuro, casi negro, en ocasiones rojizo, que se extienden también a la cabeza y el hocico.
Carecen de espinas, teniendo entre 20-26 radios blandos dorsales, 4 radios blandos anales, de 18 a 22 radios blandos en las aletas pectorales, y 10 radios blandos en la aleta caudal.
Los machos tienen una bolsa incubadora bajo el abdomen, y las hembras tienen ovopositor. 
Los machos pueden alcanzar 19 cm de longitud total.

## Reproducción
Es ovovivíparo y el macho transporta los huevos en una bolsa ventral, la cual se encuentra debajo de la cola. Tienen entre 30 y 200 huevos por camada, que están embebidos parcialmente en un trozo de piel, y, que el macho incuba hasta que eclosionan en individuos perfectamente formados, transparentes, de unos 30 mm, que permanecen por poco tiempo en estado pelágico. Cuando se asientan comienza a aparecer la coloración.

## Hábitat y comportamiento
Es un pez  de mar, de clima tropical, y asociado a los arrecifes de coral y aguas salobres. Comúnmente en lagunas protegidas, aunque también se les observa en cuevas y grietas. Vive en aguas superficiales, normalmente hasta los 10 metros, aunque su rango de profundidad está aceptado entre 5-56 m.
Con frecuencia se les ve compartiendo cuevas con morenas y camarones, entreteniéndose en tareas de limpieza y comiendo copépodos y otros parásitos de peces de mayor tamaño.
Son de nado independiente y evitan el substrato. Los adultos suelen ir en parejas, en ocasiones en agregaciones de numerosos individuos. Los pequeños frecuentan charcas rocosas y zonas intermareales. 

## Distribución geográfica
Se encuentra desde el Mar Rojo y el África Oriental, hasta el Pacífico, delimitando su rango Samoa al este, el Japón al norte y Australia al sur.
Es especie nativa de Australia; Egipto; Filipinas; Fiyi; Guam; India (Andaman); Indonesia; Japón; islas Marshall; Micronesia; Nueva Caledonia; islas Marianas del Norte; Palaos; Papúa Nueva Guinea;  Polinesia Francesa; Samoa; Samoa Americana; islas Salomón; Seychelles; Sudáfrica; Taiwán (China) y Tonga.

## Observaciones
Ha sido criado en cautividad, y su mantenimiento es relativamente sencillo, si se escoge compañeros adecuados, y se le provee de algún refugio con rocas.